# Jürgen Schukraft
Jürgen G. Schukraft (* 1953 in Gemmingen) ist ein deutscher Physiker, der sich mit ultrarelativistischen Schwerionenstössen und den dabei erzeugten neuen Materiephasen (Quark-Gluon-Plasma) befasst.

## Leben
Schukraft ging in Eppingen auf das Gymnasium, studierte in Heidelberg und wurde 1983 an der Universität Heidelberg promoviert (Dynamische Eigenschaften der Coulombspaltung) mit einer Dissertation über Spaltprozesse bei Stößen von Uran-Kernen im Schwerionenbeschleuniger der GSI. Danach war er am CERN, wobei er sowohl an Proton-Proton-Stössen im Intersecting Storage Ring (ISR) forschte (R808) als auch an Schwerionenstössen sowohl am CERN (NA34, NA45 am SPS) als auch am Brookhaven National Laboratory (E855). Er ist Gründungsmitglied der ALICE-Kollaboration und war 1991 bis 2010 deren Sprecher.
Er ist Mitherausgeber des European Physics Journal C.
2014 erhielt er mit anderen ALICE-Mitarbeitern den Lise-Meitner-Preis.

## Schriften
- mit Berndt Müller, Borek Wyslouch: First Results from Pb+Pb collisions at the LHC, Annual Review Nucl. Part. Science, Band 62, 2012, S. 361–386,  Arxiv